# 符騰堡陸軍
符騰堡陸軍（德語：Württembergische Armee）是歷史上德國西南部符騰堡地區政權的軍隊。
部队由符腾堡维持，用作国防，并作为神圣罗马帝国、莱茵联邦、德意志邦联和德意志帝国军队的施瓦本圈的一个单位。此外，特别是在18世纪，还有一些军团被借给其他公爵和外国势力。这种做法经常被批评为“士兵交易”，是雇佣兵服务的一种形式。
当德意志帝国军队于1871年围绕普鲁士军队建立时，合并后的符腾堡军队仍然是一支独立的特遣队（如巴伐利亚陸軍和薩克森陸軍）。直到1918年它才组成第十三（王家符腾堡）军，主要包括第26和第27步兵师以及第26龙骑兵团。